# Тумсойська вежа
Тумсойская вежа (чеч. Тумсойн бӀов) — житлова башта пізнього середньовіччя в Шатойському районі Чечні. Належить тайпу Тумсой. Вежа має висоту близько 5 м. Була побудована, мабуть, в XVI столітті. Об'єкт культурної спадщини регіонального значення.

## Опис
Вежа знаходиться в селищі Тумсой біля підніжжя гори Тумсой-Лам. Вежа височить на стрімкому березі річки Тумсой-ахк, займаючи природно укріплений з усіх сторін мис, утворений течією річки і прилеглими балками.
Стіни вежі з зовнішньої сторони складені з масивних вапняних плит, а з внутрішньої — з кускового річкового каменю.
Усередині стіни вежі — між зовнішньою та внутрішньою частинами — залишено простір, який складається з сполучених між собою прямокутних осередків. Гарячий дим із вогнища на першому поверсі надходив в ці комірки і, роблячи оберти по всьому периметру стін, виходив через спеціальний отвір на верхньому поверсі.

## Історія
В ході двох військових кампаній Тумсойська житлова вежа, як і інші історико-архітектурні пам'ятки Чечні, сильно постраждала. Були розпочаті ремонтно-відновлювальні роботи.

## Галерея

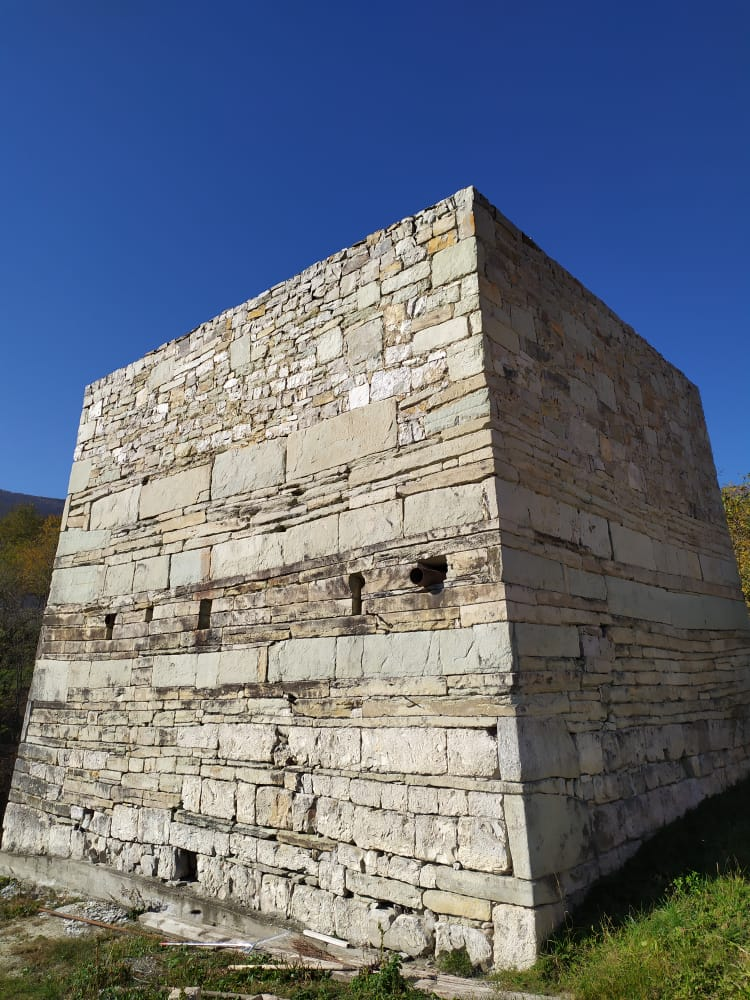
Родова вежа тайпа Тумсой
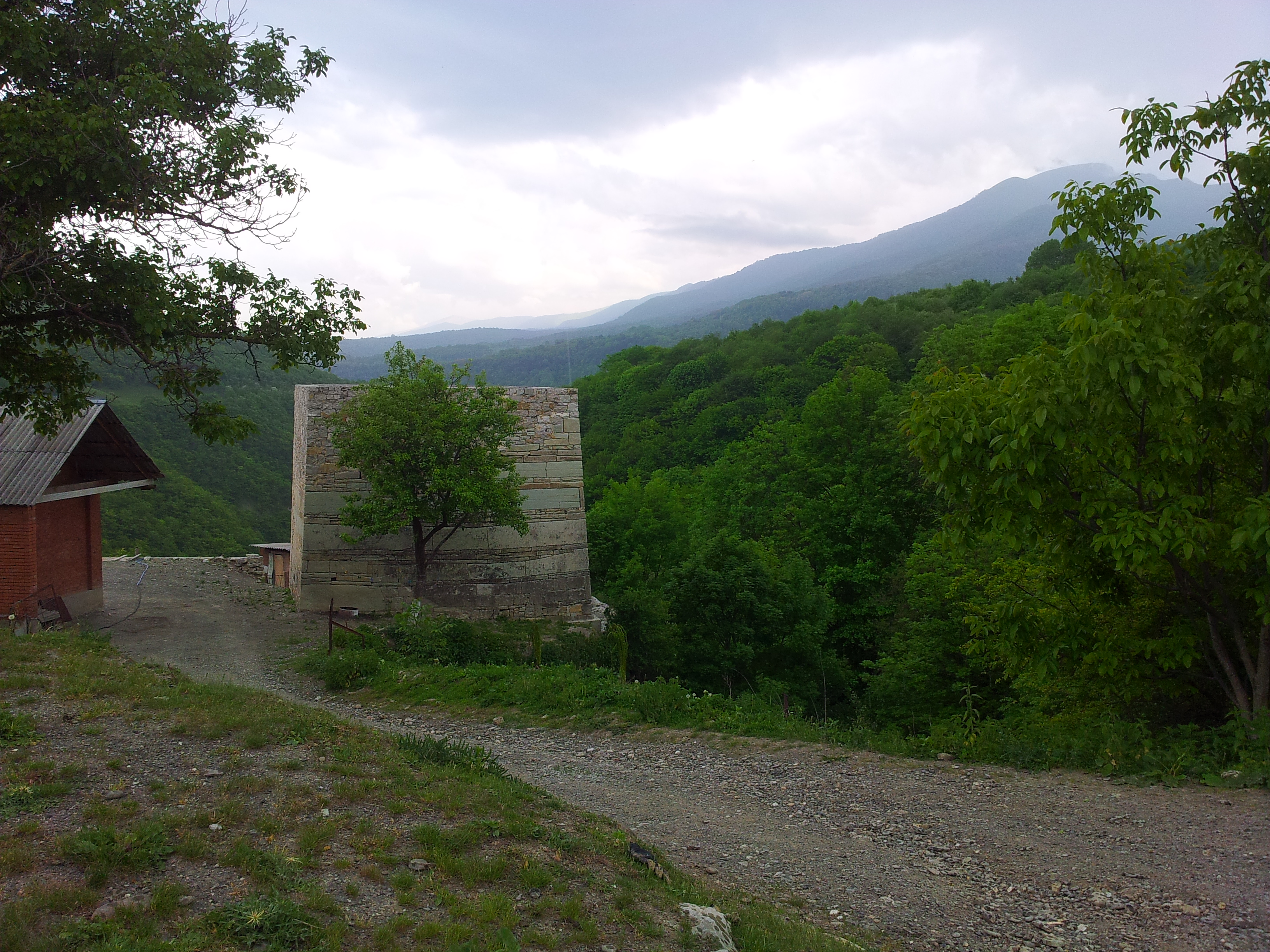
Тумсойська вежа
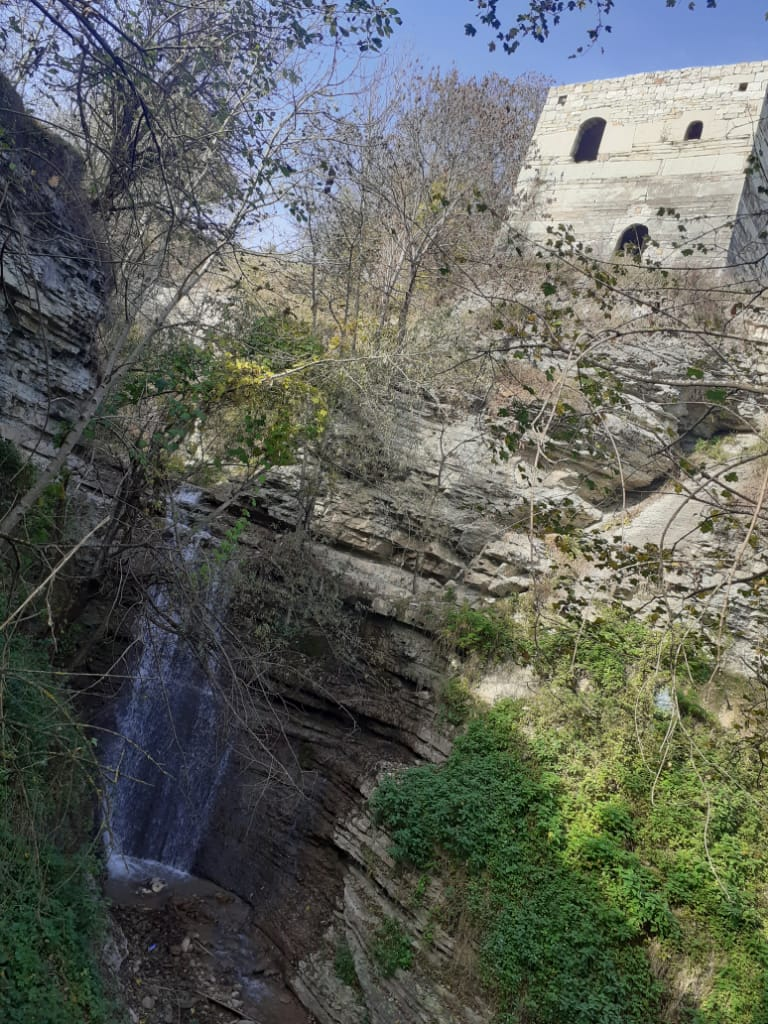
Родова вежа тайпа Тумсой